# Eveling Trejo de Rosales
Eveling Coromoto Trejo Álvarez (Municipio San Francisco, estado Zulia,  9 de octubre de 1960), conocida políticamente como Eveling Trejo de Rosales, es una abogada y política venezolana, fue alcaldesa del municipio Maracaibo del estado Zulia, primera mujer en llegar al más alto cargo municipal por vía electoral. Es esposa del exgobernador del estado Zulia, Manuel Rosales. Durante los períodos de gobierno de su marido 2000 - 2008, Trejo fue primera dama del Estado Zulia y se destacó por sus obras sociales.

## Biografía
Eveling Coromoto Trejo Álvarez es la quinta de 13 hermanos; con seis hermanas y seis hermanos; 1. Nelly Trejo; 2. Antonio Trejo; 3. Audrey Trejo; 4. Nixon Trejo; 5. Eveling Trejo; 6. Matilde Trejo; 7. Felix Trejo; 8. Gustavo Trejo; 9. Bonnie Trejo; 10. Erik Trejo 11. Mariola Trejo; 12. Maury Trejo y 13. Llerian Trejo, se crio en el barrio Corazón de Jesús en la población de El Manzanillo, en el municipio zuliano de San Francisco.
Eveling es hija de Antonio Trejo y Nelly Álvarez de Trejo. Fue su padre quien trabajando como conductor en la Comisionaduría de Salud (Dirección Regional de Salud), la ayudó a conseguir un trabajo como asistente de asuntos legales y relaciones públicas en dicha oficina. Trejo trabajó por 15 años en la Comisionaduría de Salud.
Trejo estudió Ciencias Políticas en la Universidad Rafael Urdaneta (URU), que luego abandonó para estudiar Derecho en La Universidad del Zulia (LUZ). En la Universidad del Zulia estudió hasta el tercer año hasta que contrajo matrimonio con Manuel Rosales. Junto a Rosales se dedicó a ser ama de casa y tuvieron 4 hijos: Manuel Andres, Yeni, Carlos Manuel y Alejandra, entre otros seis que ya tenía su esposo Manuel.

### Alcaldesa de Maracaibo
Tras el asilo político de Rosales en Perú, Trejo asumió el capital político de su esposo y se lanzó a la candidatura a la alcaldía de Maracaibo en representación de Un Nuevo Tiempo (UNT) y la Mesa de la Unidad Democrática (MUD). El 5 de diciembre de 2010, Trejo resultó elegida en las elecciones regionales. Rosales fue acusado por la justicia venezolana del presunto delito de enriquecimiento ilícito durante su primer período como gobernador de Zulia entre 2000 y 2004. Como principal líder opositor al gobierno del presidente Hugo Chávez, Rosales negó las acusaciones y denunció ser víctima de "persecución política" por parte del presidente venezolano Hugo Chávez y su poder de influencia por lo que pidió asilo en Perú, aduciendo falta de garantías procesales.
En agosto de 2010 se graduó como abogada en la Universidad Rafael Belloso Chacín.
Trejo se convirtió en la primera alcaldesa de la ciudad de Maracaibo y la sexta mujer en gobernar un estatemento de gobierno en el Estado Zulia después de la gobernadora Lolita Aniyar de Castro, las alcaldesas del Nidia de Atencio, Maira Zamora, en el Municipio La Cañada de Urdaneta; María Malpica, en el Municipio Colón; Rosiris Orozco, en el Municipio Jesús Enrique Lossada, y Lucía Mavárez, en el Municipio Jesús María Semprún.
Tras acoger su victoria Trejo declaró: 

"Agradezco a todos por este triunfo, pero no es momento para estar pensando en concentraciones para festejos, en estos momentos de crisis que vive Venezuela hay que ser un buen ciudadano. Claro que hay que agradecerle al pueblo que trabajó inalcanzablemente para que este proceso se manejara y se ejecutara de la forma como se hizo en Maracaibo y en otras partes"
"Maracaibo huele a perfume de Mujer con aroma de Rosales".

## Elecciones municipales 2013
El 8 de diciembre fue reelegida alcaldesa del Municipio Maracaibo por la Mesa de la Unidad Democrática ante el candidato del Polo Patriótico, Miguel Ángel Pérez Pirela. La alcaldesa se alza con la victoria con el 51,8 % de los votos, más de 30.000 votos por encima de su principal contrincante.